# Yoshishige Yoshida
Pour les articles homonymes, voir Yoshida.
Yoshishige Yoshida (吉田 喜重, Yoshida Yoshishige), né le 16 février 1933 à Fukui (préfecture de Fukui) et mort le 8 décembre 2022 à Shibuya (Tokyo), est un réalisateur, metteur en scène de théâtre et d'opéra, auteur et critique japonais, plus connu sous le nom de Kijū Yoshida.
Il est une des figures de la Nouvelle Vague japonaise des années 1960.

## Biographie
Yoshishige Yoshida obtient un diplôme de littérature française et de philosophie à l'université de Tokyo, puis, en 1955, il a commencé sa carrière cinématographique en entrant dans le studio de cinéma japonais Shōchiku. Il devient assistant réalisateur de Keisuke Kinoshita et fonde avec Nagisa Ōshima une revue de scénario (Shichinin, Les Sept). Il réalise son premier film, Bon à rien, en 1960. En 1966, il a créé une société de production, la Gendai Eigasha (Société du Cinéma contemporain).

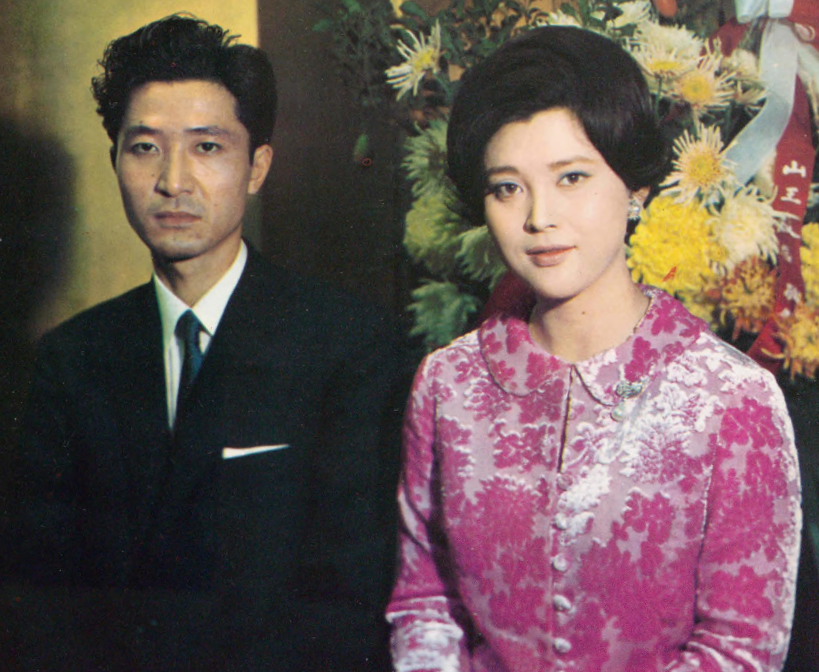
Yoshishige Yoshida et sa femme Mariko Okada en 1964.

À la suite d'une opération de l'estomac, sa femme, l'actrice Mariko Okada, le convainc de s'éloigner du monde éprouvant du cinéma ce qu'il fait en acceptant de réaliser une série documentaire pour la télévision. La série intitulée Beauté de la beauté présente  d'abord des œuvres et des artistes européens puis s'intéresse à l'Égypte antique avant de revenir aux artistes classiques japonais. En 1978, cinq ans après avoir réalisé Coup d'État, Yoshishige Yoshida part au Mexique afin de préparer un nouveau scénario adapté d'un roman de Saburō Shiroyama, Samurai in Mexico. À cause de la situation économique du pays, le projet est annulé mais il reste vivre au Mexique cinq ans jusqu'en 1982. Il revient au grand écran en 1986 avec Promesse qui est présenté au Festival à Cannes en section Un certain regard.
De 1990 à 1995, Yoshida s'installe en France où il monte des pièces de théâtre et des opéras (Madame Butterfly à l'Opéra de Lyon notamment). Il réalise également des documentaires dont un hommage au pionnier du cinéma Gabriel Veyre.
Ses films bénéficient en France d'une large réédition, à restaurations à la fin des années 2000.
Il meurt d'une pneumonie à l'âge de 89 ans dans un hôpital de Shibuya à Tokyo le 8 décembre 2022,.

## Filmographie

### Assistant-réalisateur
- 1960 : Un amour éternel (永遠の人, Eien no hito?) de Keisuke Kinoshita

### Réalisateur
- 1960 : Bon à rien (ろくでなし, Rokudenashi?)
- 1960 : Le Sang séché (血は乾いてる, Chi wa kawaiteru?)
- 1961 : La Fin d'une douce nuit (甘い夜の果て, Amai yoru no hate?)
- 1962 : La Source thermale d'Akitsu (秋津温泉, Akitsu onsen?)

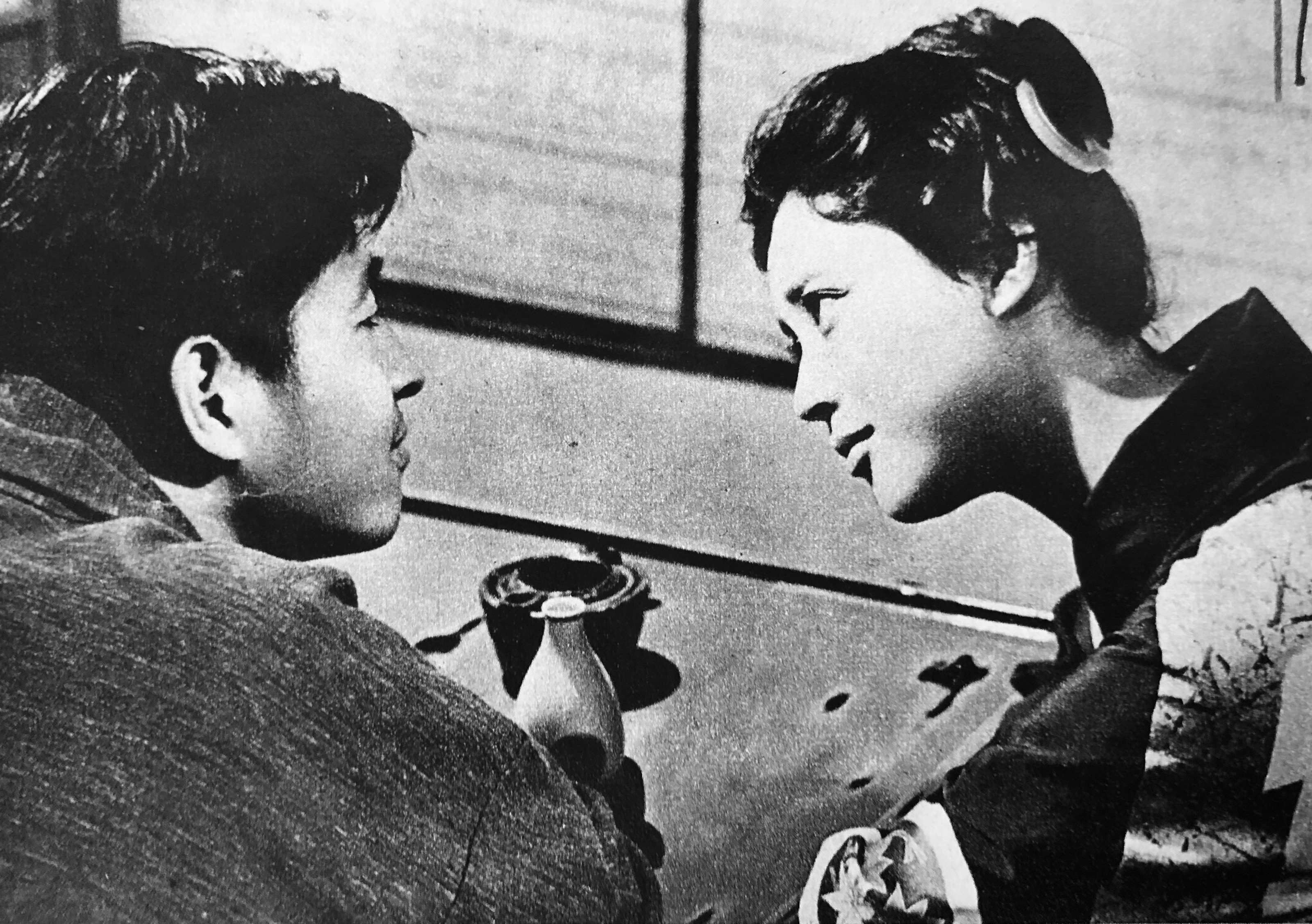
Hiroyuki Nagato et Mariko Okada dans La Source thermale d'Akitsu (1962).

- 1963 : 18 Jeunes Gens à l'appel de l'orage (嵐を呼ぶ十八人, Arashi o yobu jūhachi-nin?)
- 1964 : Évasion du Japon (日本脱出, Nihon dasshutsu?)
- 1965 : Histoire écrite sur l’eau (水で書かれた物語, Mizu de kakareta monogatari?)
- 1966 : Le Lac des femmes (女のみづうみ, Onna no mizuumi?)
- 1967 : Passion ardente (情炎, Jōen?)
- 1967 : Flamme et Femme (炎と女, Honō to onna?)
- 1968 : Amours dans la neige (樹氷のよろめき, Juhyō no yoromeki?)
- 1968 : Adieu clarté d'été (さらば夏の光, Saraba natsu no hikari?)
- 1969 : Eros + Massacre (エロス+虐殺, Eros + Gyakusatsu?)
- 1970 : Purgatoire Eroïca (煉獄エロイカ, Rengoku eroica?)
- 1971 : Aveux, Théorie, Actrices (告白的女優論, Kokuhakuteki joyūron?)
- 1973 : Coup d'État (戒厳令, Kaigen rei?)
- 1986 : Promesse (人間の約束, Ningen no yakusoku?)
- 1988 : Onimaru (嵐が丘, Arashi ga oka?)
- 1995 : Lumière et Compagnie, documentaire
- 2002 : Femmes en miroir (鏡の女たち, Kagami no onnatachi?) (réalisation, écriture, montage)
- 2004 : Bem-Vindo a São Paulo, documentaire.

## Ouvrages
- Kijū Yoshida (trad. Jean Campignon et Jean Viala), Ozu, ou L'anti-cinéma, Arles, Actes-Sud, coll. « Essais », 2004, 257 p. (ISBN 2-7427-4591-2)
- Kijū Yoshida (trad. du japonais par Mathieu Capel), Odyssée mexicaine : voyage d'un cinéaste japonais, 1977-1982, Paris, Capricci, 2013, 276 p. (ISBN 978-2-918040-46-0)[7]. Lauréat 2014 du 19e prix de la Fondation Konishi pour la traduction franco-japonaise[8].

## Distinctions
Sauf indication contraire, les informations mentionnées dans cette section peuvent être confirmées par la base de données cinématographiques IMDb,  présente dans la section « Liens externes ».

### Récompenses
- Festival international du film de Saint-Sébastien 1986 : Coquille d'argent du meilleur réalisateur pour Promesse
- Festival international du film de São Paulo 2003 : prix spécial pour sa contribution au cinéma conjointement avec Mariko Okada.

### Nominations et sélections
- Festival de Cannes 1986 : Promesse est présenté en section Un certain regard[4]
- Japan Academy Prize 1987 : prix du meilleur film et du meilleur réalisateur pour Promesse[9]
- Festival de Cannes 1988 : Onimaru est sélectionné en compétition pour la Palme d'or[10]